# Battaglia di Kanōguchi

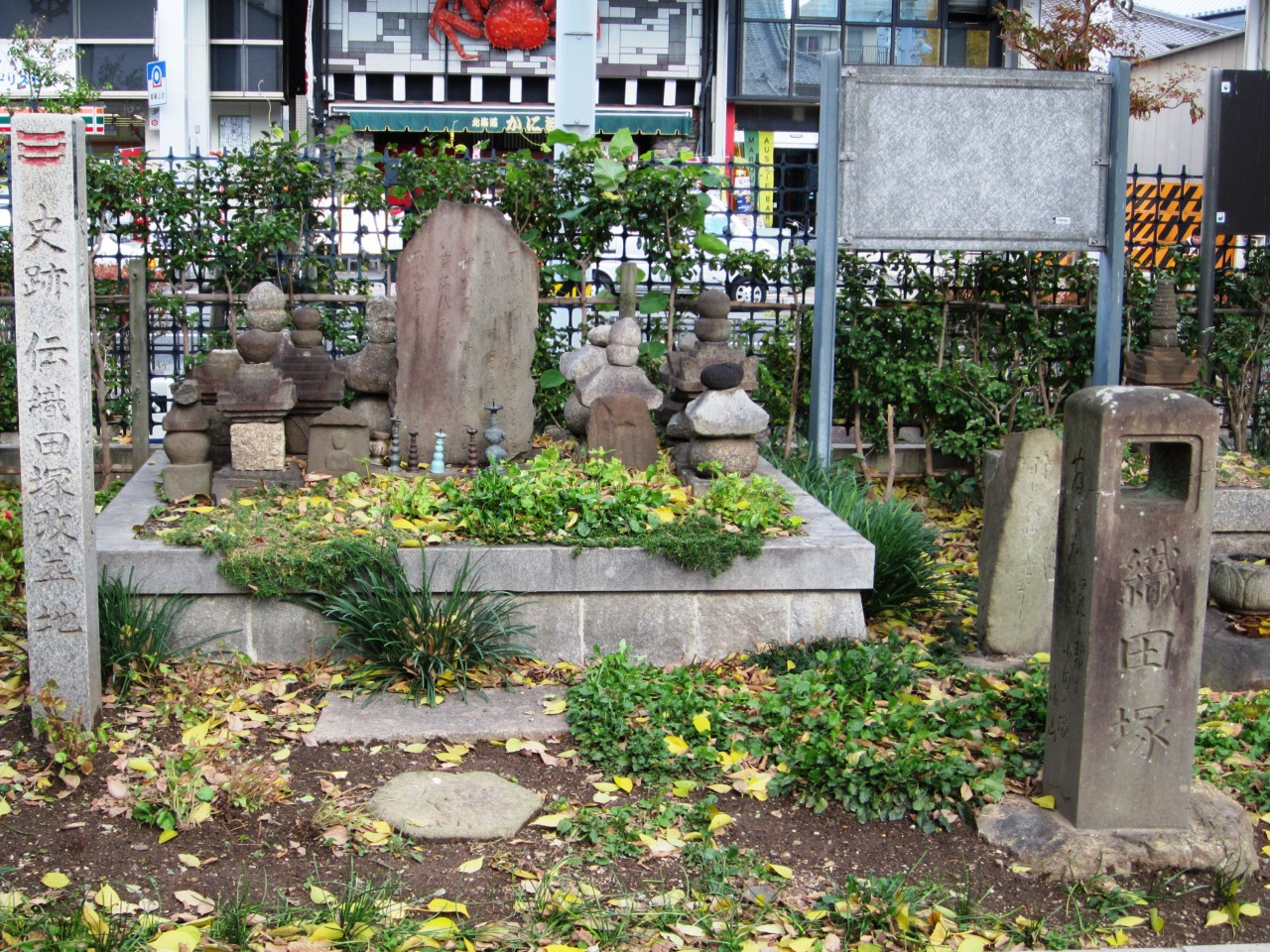
Memoriale nei pressi del campo di battaglia, Gifu.

La battaglia di Kanōguchi (加納口の戦い?, Kanōguchi no Tatakai) si svolse nel 1547 nella provincia di Mino tra i clan Saitō e Oda.
Dopo una lunga rivalità tra Oda Nobuhide e Saitō Dōsan i due clan si scontrarono nel sud della provincia di Mino, lungo le posizioni difensive di Dōsan a Kanōguchi.
Secondo alcune fonti Nobuhide invase il sud della provincia in accordo con Toki Yorinari, ex shugo della provincia cacciato da Dōsan. Yorinari organizzò in concomitanza dell'invasione delle ribellioni. Tuttavia dopo i successi iniziali di Nobuhide, Dōsan si riorganizzò e il clan Oda venne pesantemente sconfitto perdendo anche due parenti stretti di Nobuhide. Con questa vittoria il nome di Dōsan si diffuse enormemente in Giappone.
Dopo questa battaglia una pace tra i due clan fu stipulata e si decise per il matrimonio tra Nobunaga, figlio di Nobuhide, e Nōhime, figlia di Dōsan attraverso la mediazione di Hirate Masahide.